# Prenanthes
Prenanthes és un gènere de plantes de la família de les asteràcies.
Prenanthes reuneix unes quantes espècies de plantes, la majoria natives d'Amèrica del Nord, especialment dels Estats Units d'Amèrica, amb l'excepció de Prenanthes purpurea (Morpa), una espècie europea. Aquestes plantes pertanyen a la família de les asteràcies (o compostes) i són molt properes a l'enciam (gènere Lactuca). La majoria de les fonts citen que les espècies pertanyen a la subtribu Hypochaeridinae però algunes (segons el The Taxonomicon per exemple) les situen a la de Lactucinae.

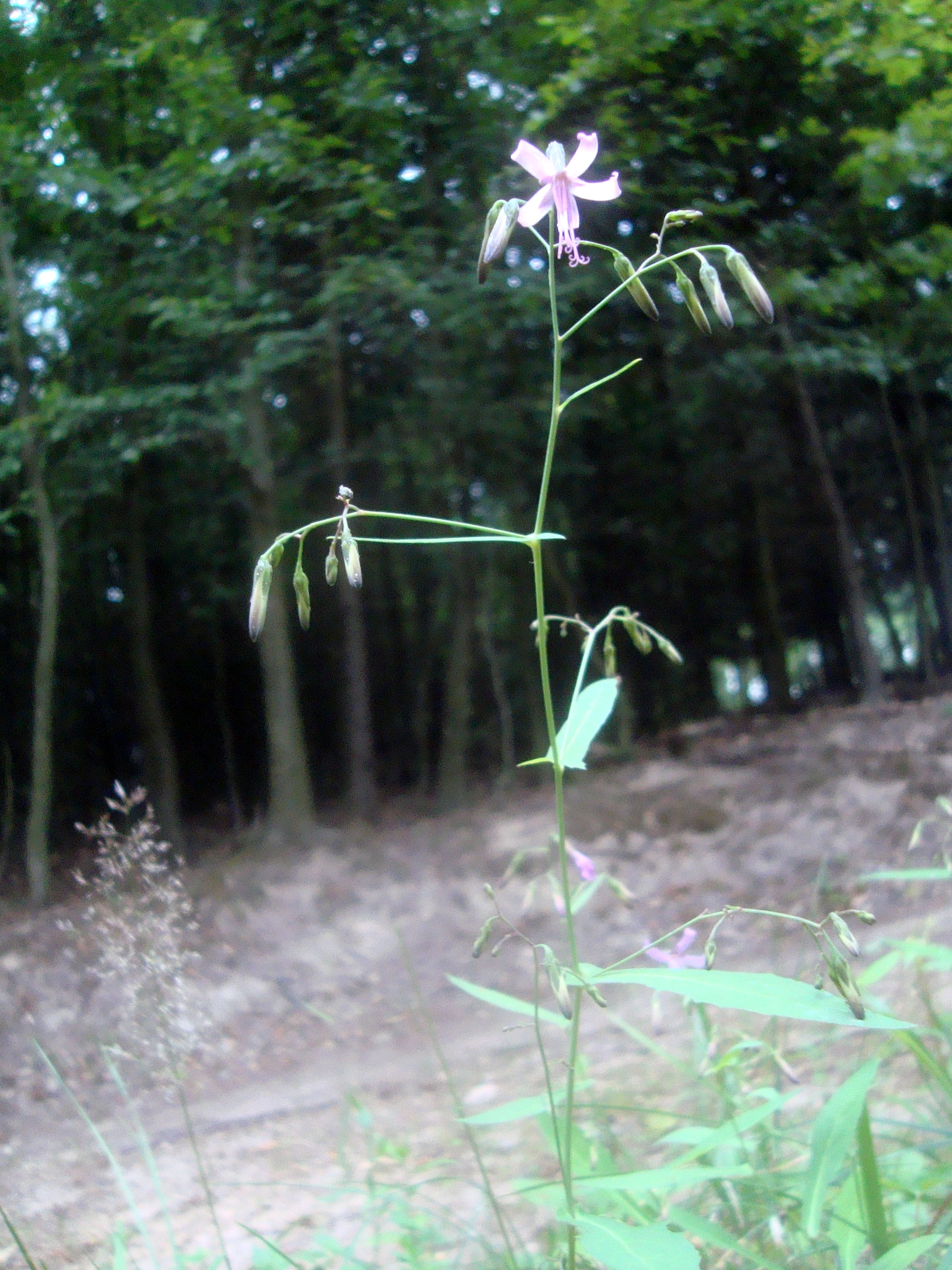
Prenanthes purpurea
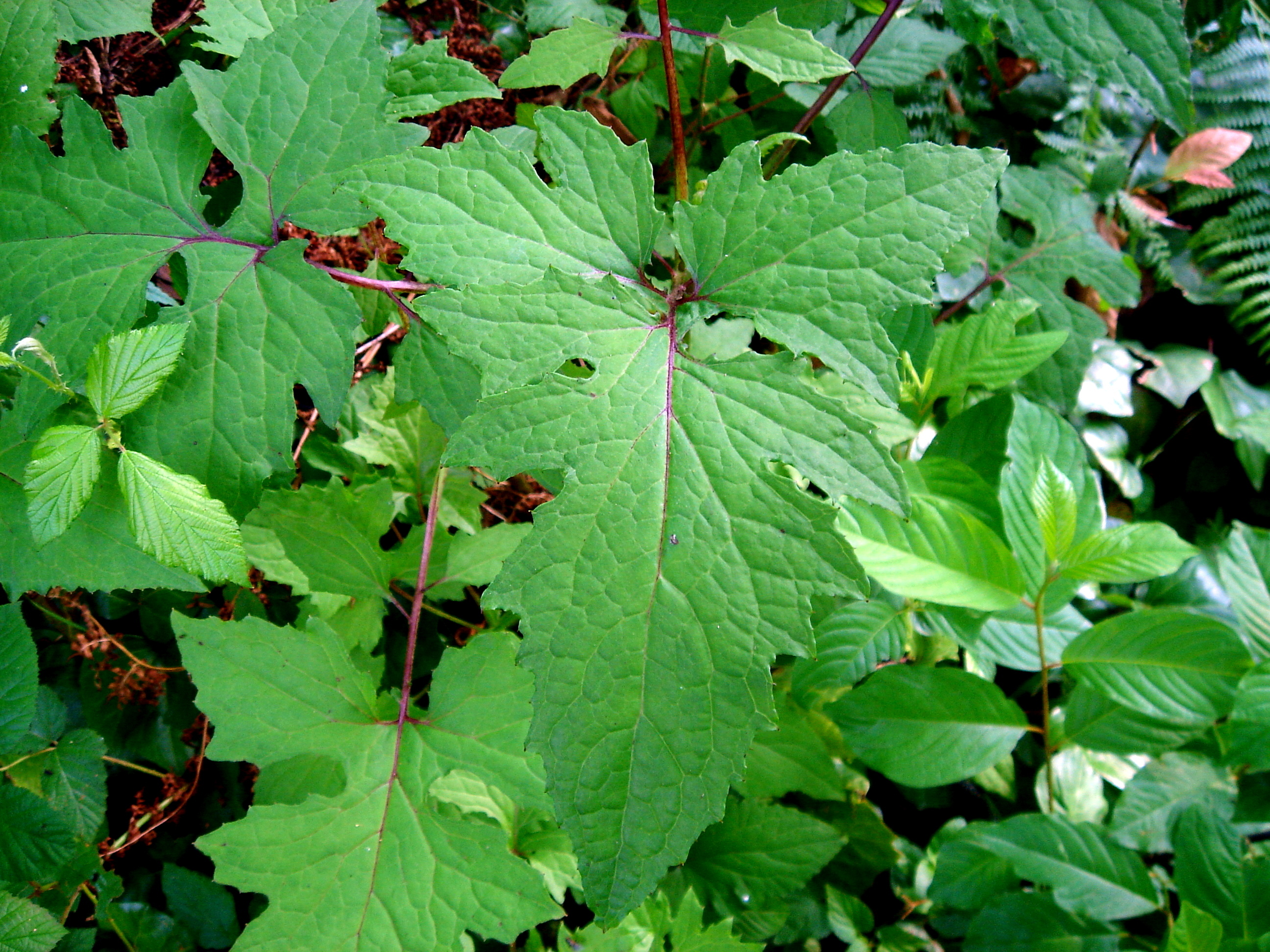
Fulles de Prenanthes petiolata

Una anàlisi molecular del 2009 va revelar que el gènere, tal com es pensava tradicionalment, és polifilètic, el que significa que és un conglomerat d'espècies no estretament relacionades entre si. Totes les espècies menys una seran traslladades a altres gèneres, deixant només Prenanthes purpurea. L'espècie, de vegades anomenada «enciam morat», està molt estesa per gran part d'Europa i l'Orient Mitjà.
Els gèneres que abans s'incloïen són: Aetheorhiza, Askellia, Brickellia, Chondrilla, Crepidiastrum, Crepis, Emilia, Erythroseris, Faberia, Hololeion, Hypochaeris, Ixeris, Kovalevskiella, Lactuca, Lapsanastrum, Launaea, Lygodesmia, Nabalus, Notoseris, Paraprenanthes, Parasenecio, Picrosia, Sonchella, Sonchus, Soroseris, Stephanomeria, Trixis, i Youngia

## Etimologia
És el nom del genere derivat de la unió de la paraula grega: «prenes» (inclinat, prostrat, amb la cara o el cap cap avall) i «anthos» (flor)i fa referència a la particular forma «penjant» de les flors d'aquest gènere.

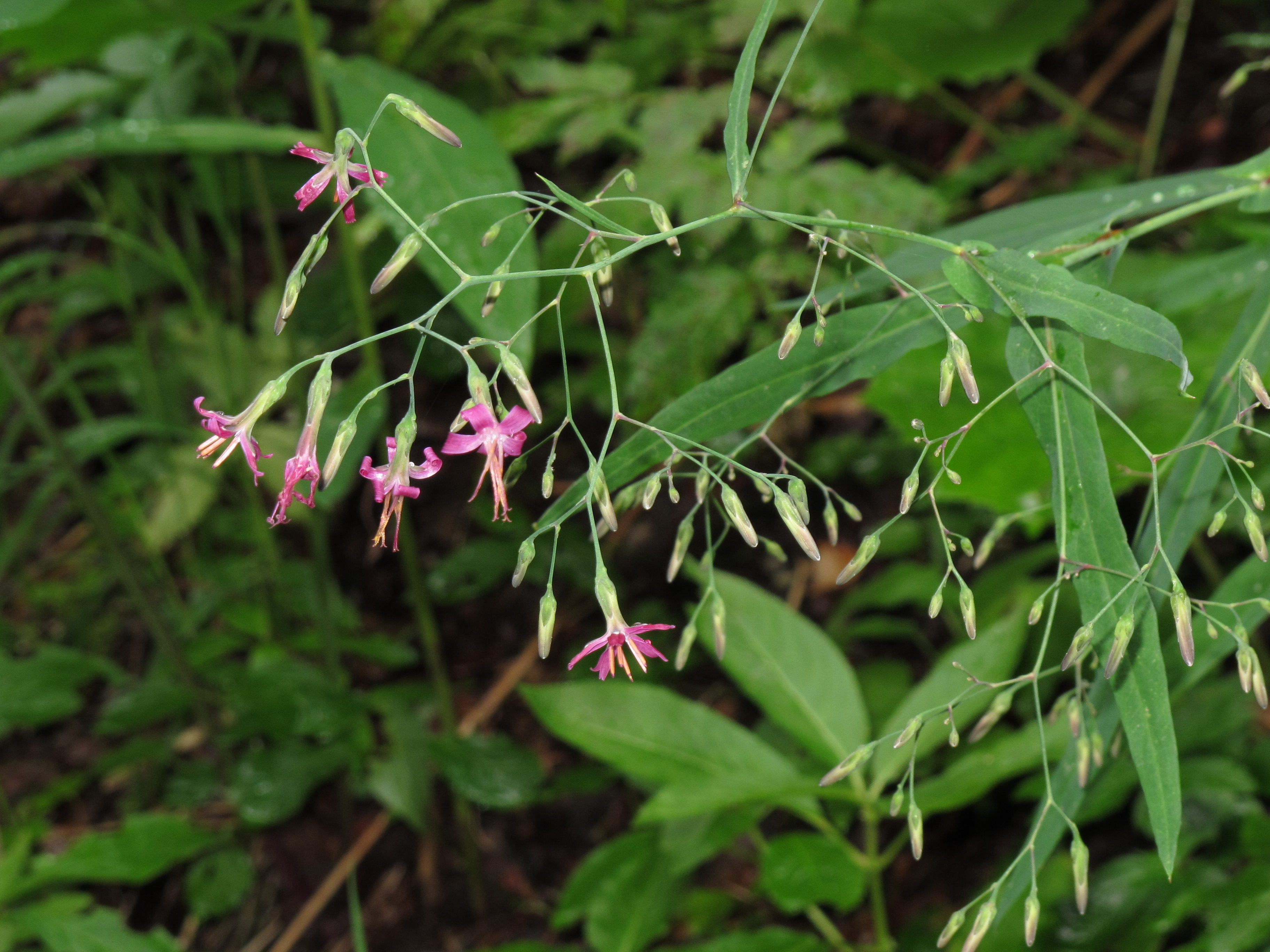
Inflorescència de Prenanthes purpurea
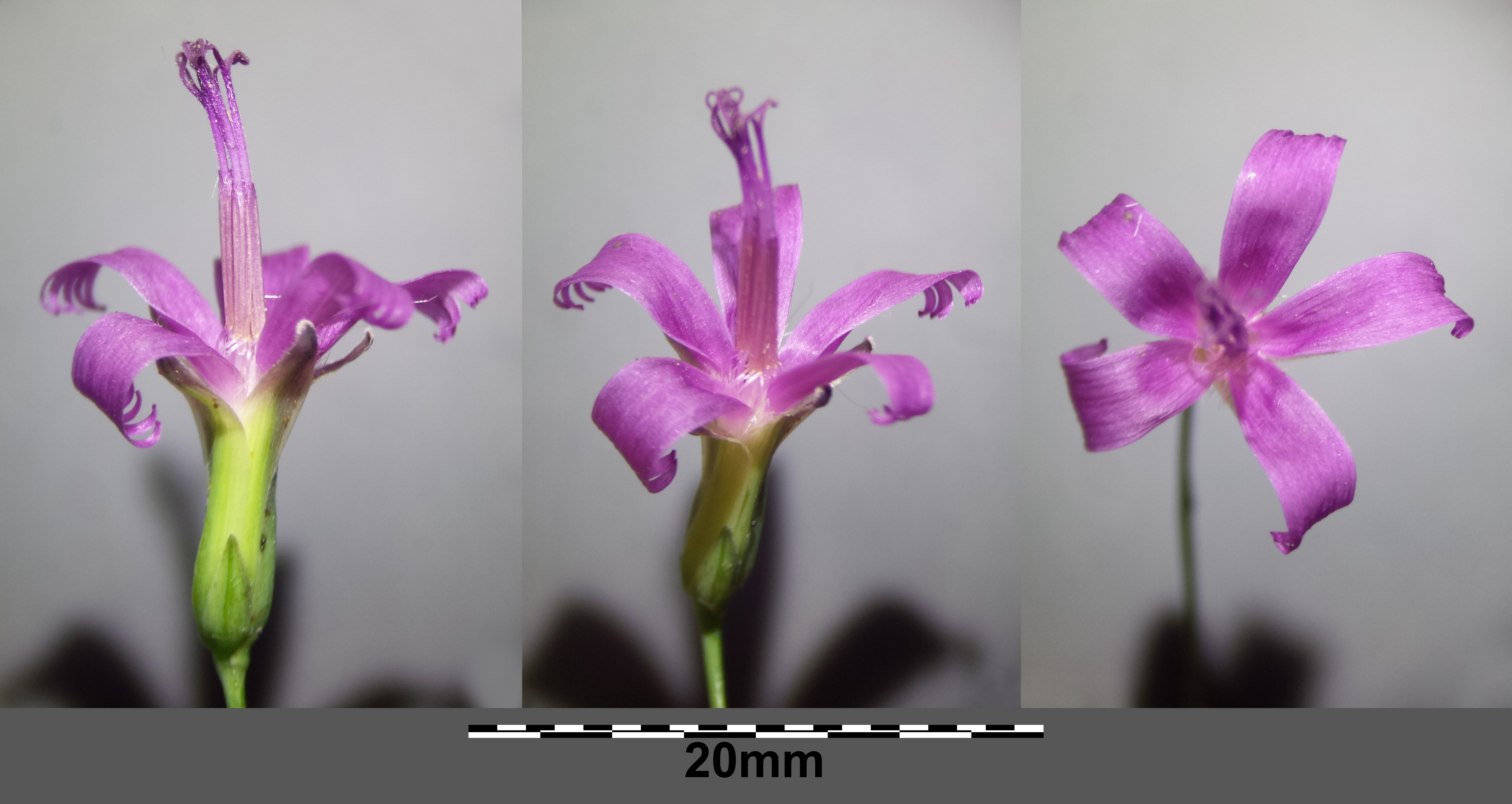
Flors de Prenanthes purpurea

El nom científic del gènere va ser proposat per Carl von Linné (1707-1778) biòleg i escriptor suec, considerant el pare de la classificació científica moderna dels organismes vius, publicada a Species Plantarum - 2: 797 el 1753.

## Descripció
- Hàbit: L'hàbit de les espècies d'aquest gènere és herbaci perenne (només una espècie és enfiladissa); arriben a una alçada entre 5 i 250 cm.[8][9][10][11][12][13][14]
- Tija: Les tiges (normalment d'1 a 5) són erectes o decumbents.
- Arrel: Les arrels són rizomes prims que sovint produeixen brots.
- Fulles: Les fulles es divideixen en basal i caulinar, i generalment són peciolades a sèssils, poden ser amplexicaules. La forma de la làmina és variada (triangular, delta, ovada, oblanceolada, oblonga o lineal o fins i tot espatulada). Els marges solen ser pinnats o palmats amb lòbuls profundament incisos. Els marges dels lòbuls al seu torn són sencers o finament dentats fins a dents gruixuts. Els àpex són aguts, obtusos o arrodonits. Les fulles superiors són més petites.
- Inflorescència: Les inflorescències estan formades per caps de flors pedunculats disposats solts en formacions com raïm, panícula, tirs o corimbe. Els caps florals estan formats per una carcassa cilíndrica a campaniforme composta per bràctees (o escates) disposades en sèries 2-4 de manera imbricada, dins de les quals un receptacle forma la base per a totes les flors ligulades. Els caps de les flors cauen fàcilment a l'antesi. A la base hi pot haver un calze format per 2 a 12 bràctees de forma triangular, lineal-lanceolada o el·líptica. Les bràctees de 3 a 15 es disposen en algunes sèries amb formes subulades, lineals, lanceolades o el·líptiques, amb marges escarioses, àpex aguts i superfícies glabres a tomentoses. El receptacle és convex, llis i glabre i està nu, és a dir, sense coixinets per protegir la base de les flors. Diàmetre de la carcassa és de 2-14 mm.
- Flors: Les flors, generalment de 4 a 5, són totes de tipus ligulat[15] (el tipus tubular, les flors disc, presents a la majoria de les asteràcies, aquí no hi ha), són tetracícliques (és a dir, hi ha 4 verticils: calze - corol·la - androceu - gineceu) i pentàmers (cada verticil té 5 elements). Les flors són hermafrodites i zigomorfes.

Fórmula floral: 
*/x K {\displaystyle \infty }, [C (5), A (5)], G 2 (inferior), aqueni
- Calze: Els sèpals del calze es redueixen a una corona d'escates.
- Corol·la: La corol·la està formada per una lígula acabada en 5 dents; és de color porpra, rosa o blau.
- Androceu: els estams són 5 amb filaments lliures, mentre que les anteres estan soldades en una màniga (o tub) que envolta l'estil.[17] Les anteres de la base són agudes. El pol·len és tricolporat.[18]
- Gineceu: l'estil és filós amb pèls a la part inferior; els estigmes de l'estil són dos divergents. L'ovari és unilocular inferior format per dos carpels. En diverses espècies els estigmes són llargs i emergeixen com una columna.
- Fruits: Els fruits són aquenis de forma oblonga-lineal, comprimits només a la base i lateralment acanalats (4 - 5 costelles) amb una superfície marró fosca i glabra; no acaben en punta. El papus és persistent i està format per 30 - 50 setes simples, fràgils i blanques disposades en una única sèrie.

## Biologia
- Pol·linització: la pol·linització es produeix mitjançant insectes (pol·linització entomogàmica mitjançant papallones diürnes i nocturnes).
- Reproducció: la fecundació es produeix bàsicament per la pol·linització de les flors (vegeu més amunt).
- Dispersió: les llavors (els aquenis) que cauen a terra són posteriorment disperses principalment per insectes com les formigues (disseminació mirmecòria). En aquest tipus de plantes també es produeix un altre tipus de dispersió: la zoocòria. De fet, els ganxos de les bràctees de la llavor s'enganxen als pèls dels animals que passen, dispersant així les llavors de la planta fins i tot a llargues distàncies.

## Distribució i hàbitat
La distribució d'aquest gènere és eurasiàtica i en part l'Àfrica meridional i l'Àfrica tropical.

## Taxonomia
La família a la qual pertany aquesta planta (Asteraceae o Compositae, nomen conservandum) probablement originària d'Amèrica del Sud, és la més gran del món vegetal, amb més de 23.000 espècies distribuïdes en 1.535 gèneres, o bé 22.750 espècies i 1.530 gèneres segons altres fonts (en una de les llistes de verificació més actualitzades hi ha fins a 1.679 gèneres). La família està actualment (2021) dividida en 16 subfamílies.

### Filogènesi
El gènere d'aquesta planta pertany a la subtribu Lactucinae de la tribu Cichorieae (única tribu de la subfamília Cichorioideae). A partir de dades filogenètiques, la subfamília Cichorioideae és el penúltim grup que es va separar del nucli de les Asteraceae (els dos últims són Corymbioideae i Asteroideae). La subtribu Lactucinae forma part del «quart» clade de la tribu; en aquest clade es troba en una posició basal propera a la subtribu Hyoseridinae.
Els caràcters més distintius d'aquesta subtribu (i, per tant, dels seus gèneres) són:
- els aquenis solen estar comprimits amb unes quinze costelles;
- a la base els aquenis s'insereixen en un anell petit i llis (carpòfor);
- el papus té una estructura homogènia;
- l'origen de l'espècie és predominantment del Vell Món (Mediterrània i Himàlaia).

L'estructura filogenètica de la subtribu encara s'està estudiant i completant. S'ha dividit provisionalment en 10 llinatges. El gènere d'aquesta entrada pertany al «llinatge Prenanthes».
En la descripció tradicional (amb unes deu espècies) el gènere Prenanthes és certament polifilètic. En el passat, aquest gènere ha reunit en el seu interior un cert nombre d'elements totalment aliens entre si. Els estudis filogenètics moleculars han donat cert ordre al gènere, per la qual cosa la seva circumscripció s'ha reduït notablement (de 30 espècies al nombre actual). Això explica la migració de diverses de les seves antigues espècies cap a altres grups: a la subtribu Crepidinae (amb el gènere Nabalus), a la subtribu Lactucinae (amb els gèneres Cicerbita, Lactuca i Notoseris) i a la subtribu Cichoriinae (gènere Erythroseris). Fins i tot la circumscripció actual encara no està consolidada (encara queden alguns elements aliens o mal posicionats).
A més, la posició del gènere assignada fins fa poc a la subtribu Hypochaeridinae ha demostrat ser «incoherent», ja que no està completament recolzada per dades morfològiques, sinó només per dades moleculars provisionals i incompletes. En particular, s'han trobat inconsistències filogenètiques per a l'espècie Prenanthes purpurea que, tanmateix, es podrien explicar com el resultat d'antigues hibridacions.
Per tant, els últims estudis han revisat completament aquest gènere, proposant la reducció (provisionalment) a una sola espècie: P. purpurea. Això forma el seu propi llinatge aïllat de Lactucinae i es resol com a germana dels altres sis llinatges Lactucinae situant-lo a la base de la subtribu. D'aquests estudis també es desprèn que el llinatge Prenanthes va ser el primer, dins de la subtribu, a diversificar-se fa entre 17 i 16 milions d'anys.
Els caràcters distintius de les espècies d'aquest gènere són:
- les flors són nutritives;
- els aquenis no estan (o estan lleugerament) comprimits;
- les costelles dels aquenis són de 4 a 5.

El nombre de cromosomes de les espècies del gènere és: 2n = 18. Hi ha espècies diploides i tetraploides.

### Variabilitat genètica
Les espècies d'aquest gènere són força variables (també per la presència d'entitats tetraploides). La variabilitat es manifesta sobretot en la forma i mida de les fulles; de vegades hi ha diferències notables entre les fulles basals i distals.

## Algunes espècies
Comprèn 228 espècies descrites i d'aquestes, només 38 acceptades.
- Prenanthes alata
- Prenanthes alba
- Prenanthes altissima
- Prenanthes aspera
- Prenanthes autumnalis
- Prenanthes barbata
- Prenanthes boottii
- Prenanthes crepidinea
- Prenanthes nana
- Prenanthes racemosa
- Prenanthes roanensis
- Prenanthes sagittata
- Prenanthes serpentaria
- Prenanthes trifoliolata